# Paul Sein Twa
Paul Sein Twa (* 1972 oder 1973) ist ein myanmarischer Umwelt- und Indigenenaktivist. Er gehört dem Volk der Karen an.und setzt sich für den Erhalt der Kultur und der Umwelt des Saluen-Tales ein.

## KESAN

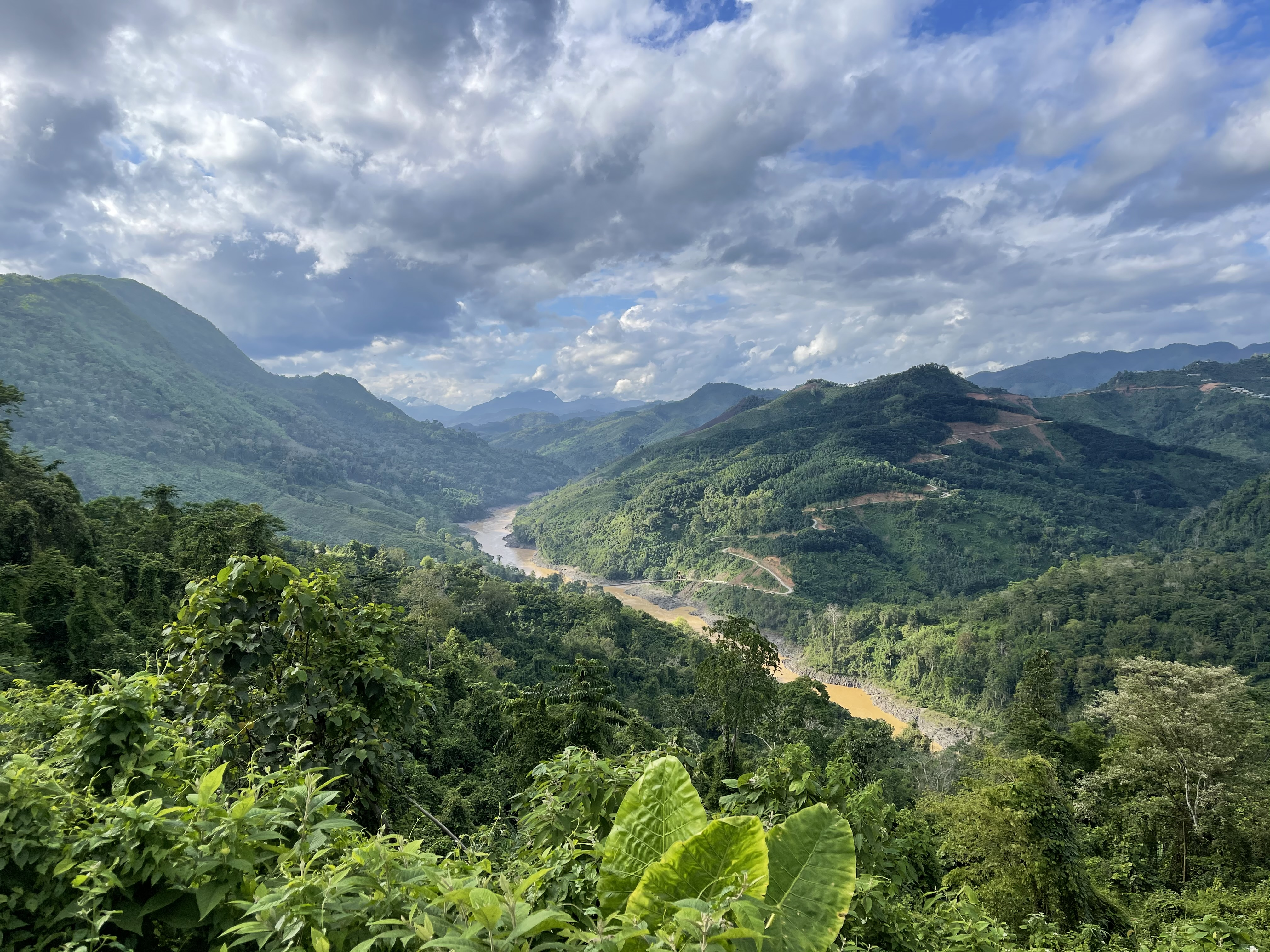
Saluen-Tal

Paul Sein Twa gründete gemeinsam mit anderen das Karen Environmental and Social Action Network (KESAN), das die Karen-Gemeinschaften bei der Bewahrung und dem Schutz ihres Landes unterstützen soll.
Er war 2018 Mitinitiator bei der Einrichtung des Saluen-Friedensparks, eines grenzüberschreitenden Schutzgebiets, das die biologische Vielfalt und das kulturelle Erbe im Saluen-Tal erhalten soll. KESAN arbeitet mit 348 Dörfern zusammen, in denen etwa 68.000 Karen leben, sie bietet Gesprächsplattformen und mobilisiert Unterstützung. Im Rahmen des Projektes wurde auch ein traditionelles System der Landbewirtschaftung namens Kaw wiederentdeckt, das die Jagd auf gefährdete Arten verbietet und die Verbindung der Karen mit Land, auf dem sie leben, stärkt.

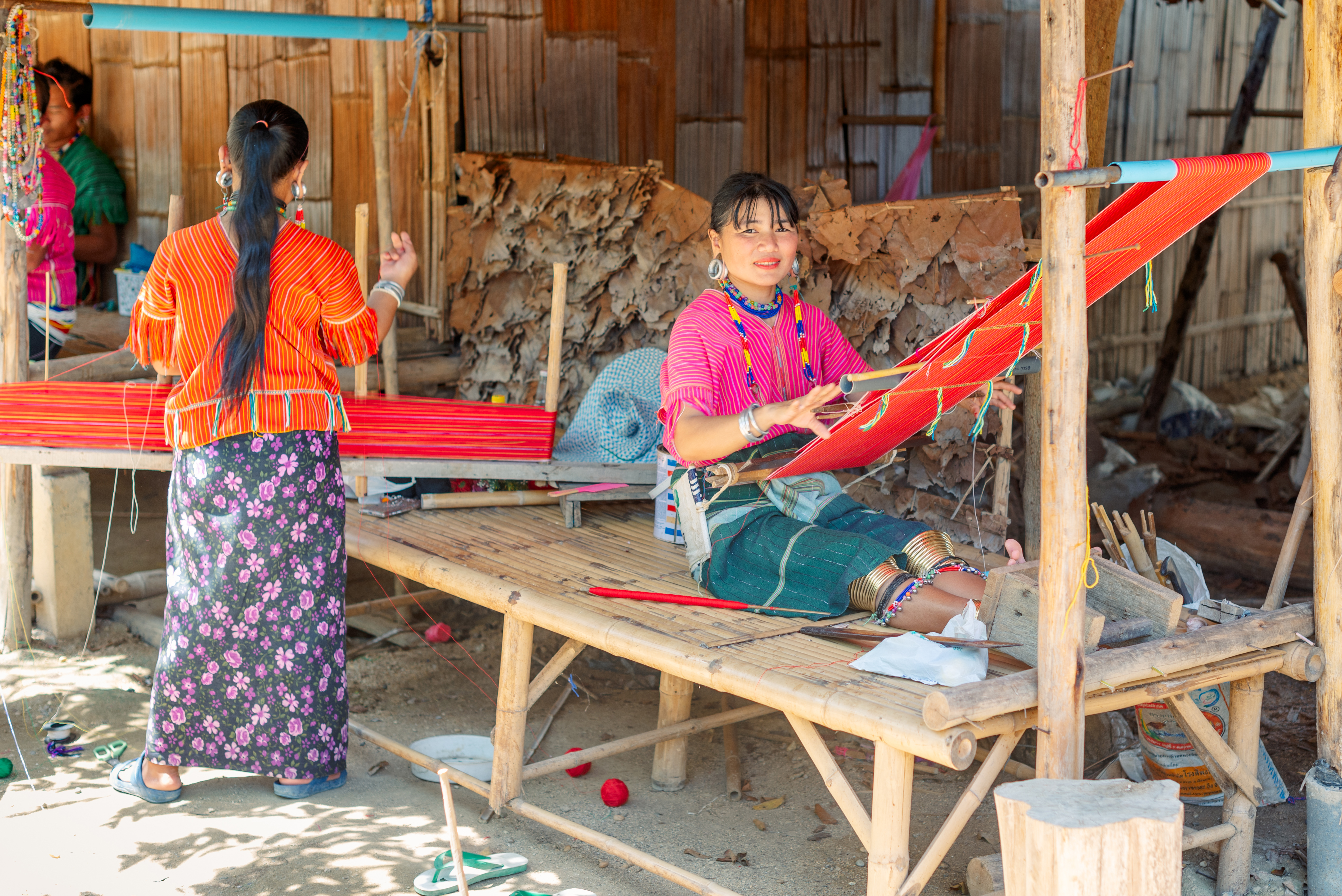
Karen-Frauen bei der Herstellung von Textilien

Das IUCN-Regionalbüro Asien plant, indigene Völker und lokale Gemeinschaften zu unterstützen, indem es den Schwerpunkt seines Programms für 2021–2024 auf integrative Regierungsführung legt. Die Zusammenarbeit des IUCN mit Sein Twa und KESAN im Rahmen des Projekts Accelerating Tiger Recovery in der Grenzregion zwischen Myanmar und Thailand legte besonderen Wert auf die Wasserbewirtschaftung im Einzugsgebiet des Saluen.

## Auszeichnungen
- 2018 Paul K. Feyerabend Award für den Saluen-Friedenspark[8]
- 2020 Goldman Environmental Prize als asiatischer Vertreter[9][10][11]